# Battlemorph
Battlemorph  est un jeu vidéo de shoot'em up sorti en 1995 sur Jaguar CD. Le jeu a été développé par Attention to Detail et édité par Atari.
Il s'agit de la suite de Cybermorph sorti en 1993 sur Jaguar.